# Molosser (Hund)

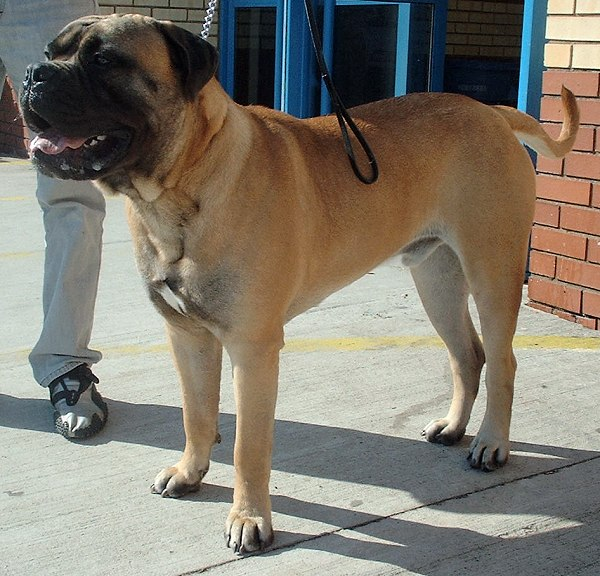
Bullmastiff

Molosser ist in der Kynologie ein Oberbegriff für massige und muskulöse Hundetypen. In der FCI-Systematik werden molossoide Rassen auch als „doggenartige Hunde“ bezeichnet und in die Gruppe 2, Sektion 2.1 eingeteilt. Ebenfalls gebräuchlich ist die Bezeichnung als „Hunde vom Typ Mastiff“. Kleine doggenartige Hunde werden unter diesem Namen separat in der Gruppe 9, Sektion 11 geführt (vgl. Liste der FCI-Hunderassen).

## Geschichte

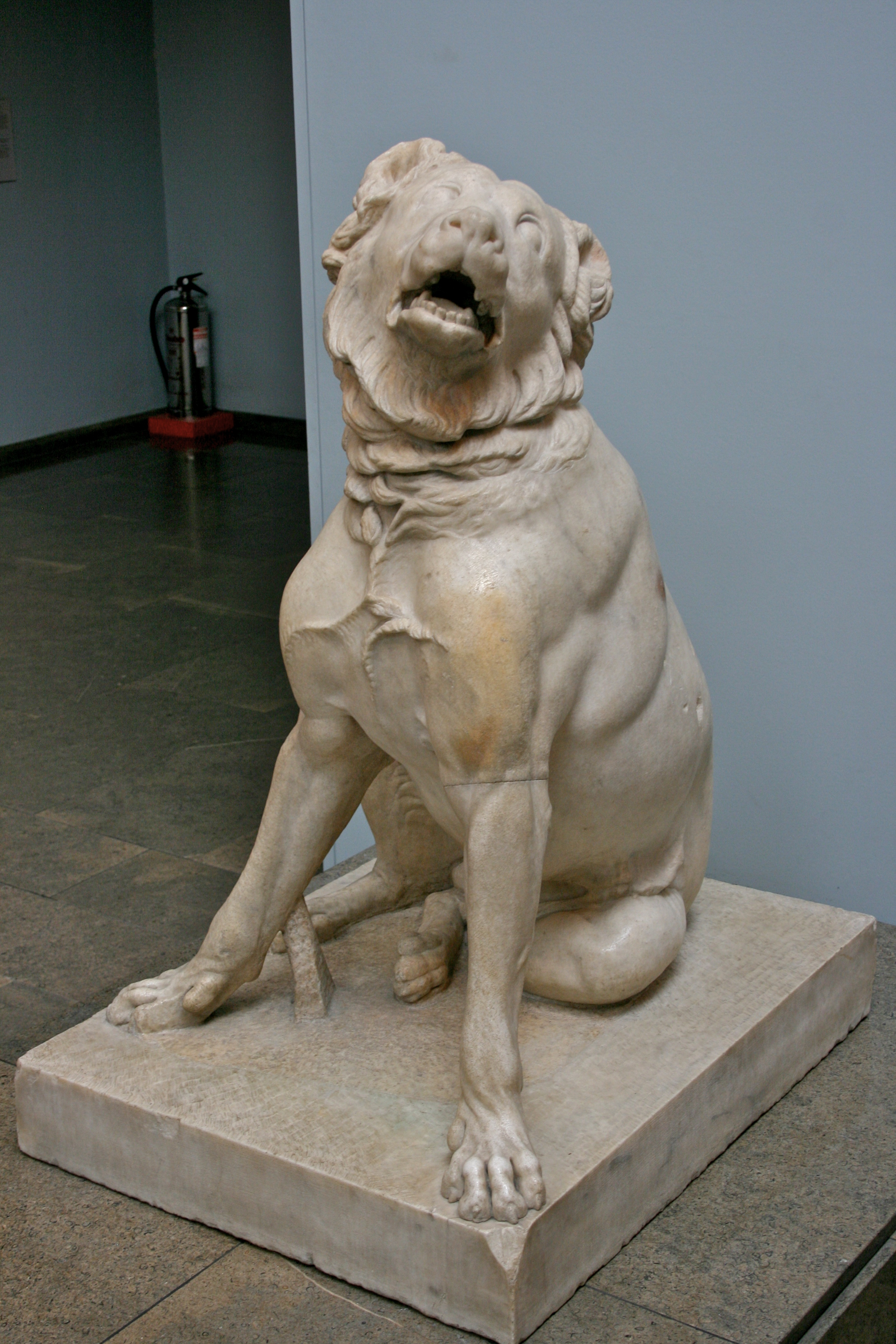
Marmorstatue eines Molossers, Höhe ca. 1 m, römische Kopie einer griechischen Bronzestatue, als Jennings Dog bezeichnet; im British Museum

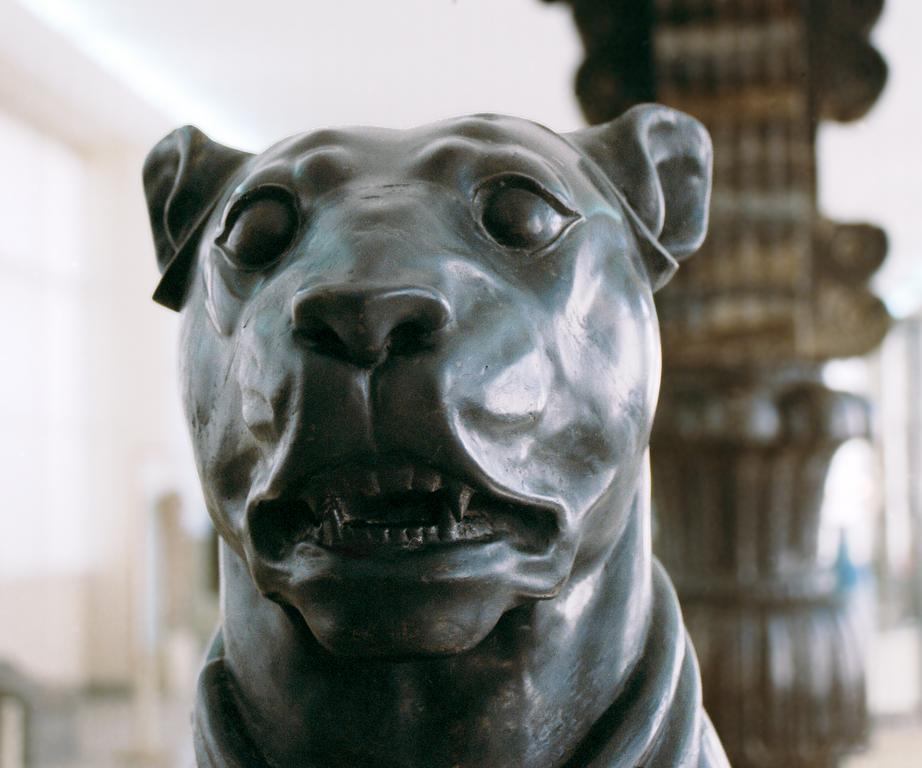
Altpersische Darstellung eines molossoiden Hundes aus Persepolis

Die Molosser waren ein Volk in Epirus. Ihre Hirtenhunde wurden später als Molosser bezeichnet. Darstellungen aus der Zeit des Volkes der Molosser zeigen große stehohrige Hunde. Es wird angenommen, dass die Wachhunde schwarz, die Hirtenhunde dagegen weiß waren. Die große Verbreitung der Molosser wird dadurch erklärt, dass die heilige Eiche zu Dodona in Epirus lag und deren Besucher auch die Hunde zur Zucht mitnahmen. Aristoteles beschreibt in seiner Historia animalium den epirotischen Hirtenhund: 

„In Molottien zeichnet sich die Hunderasse, die als Begleitung der Herden dient, durch die Größe und den Mut gegen die wilden Tiere vor denjenigen anderer aus.“

Alexander der Große führte diese Hunde auf seinen Kriegszügen mit. Auf der Trajanssäule findet sich auch eine Abbildung über den Einsatz von Kriegshunden vom Typ Molosser, von denen mehrere von einem Hundeführer geführt werden. Giovanni Maria Visconti, von 1402 bis 1412 Herzog von Mailand, hielt sich eine Zucht, der er missliebige Mitmenschen zum Fraß vorwarf.

## Systematik
Die Fédération Cynologique Internationale, der größte internationale kynologische Dachverband, fasst verschiedene Hunderassen zur Sektion der Molossoiden zusammen. Diese wird als Sektion 2 in die Gruppe 2 (Pinscher und Schnauzer – Molossoide – Schweizer Sennenhunde und andere Rassen) eingeordnet und unterteilt in 2.1 Doggenartige Hunde und 2.2 Berghunde. Kleine doggenartige Hunde werden separat in der Gruppe 9, Sektion 11 geführt. Eine Übersicht über die Rassen dieser Gruppe bieten die Kategorie FCI-Gruppe 2 und die Liste der FCI-Hunderassen.

## Skulpturen
Der Jennings Dog wird als Darstellung eines historischen Molossers angesehen. Es ist eine Skulptur, die im 18. Jahrhundert in Italien in den Handel gekommen war. Der Bildhauer und Restaurator Bartolomeo Cavaceppi hatte sie in einem Katalog zum Kauf angeboten. Dort hatte Cavaceppi die Skulptur „Molosso“ betitelt und dem griechischen Bildhauer Phidias zugeschrieben. Die antike Skulptur wurde von dem englischen Kunstsammler Henry Constantine Jennings erworben.
Es existieren weitere Skulpturen, die sich lediglich durch aufrecht stehende Ohren unterscheiden und als Paar aufgestellt sind. Zwei Marmorskulpturen „bewachen“ den Eingang vom Cortile Ottagono zum Sala degli Animali (‚Saal der Tiere‘) des Museo Pio-Clementino im Vatikan. Zwei weitere Skulpturen sind in dem Vestibül der Uffizien in Florenz zu sehen. Zwei gegossene Skulpturen schmücken den Eingang des Jagdschlosses Granitz. Ursprünglich stammten sie vermutlich aus der Mitte des 19. Jahrhunderts und wurden von der Königlich Preußischen Eisengießerei hergestellt. Sie gingen nach 1945 verloren und wurden nach 2000 durch ähnliche Neugüsse ersetzt. Einzelne Skulpturen stehen auf der Ostseite des Gebäudes der ehemaligen Preußischen Geologischen Landesanstalt, das von dem Bundesministerium für Verkehr und digitale Infrastruktur genutzt wird, und in Hundisburg (Sachsen-Anhalt). Der 1843–1874 in Rom tätige Schweizer Bildhauer Ferdinand Schlöth schuf für seinen Landsmann Rudolf Merian eine Kopie vom Molosserhund im Vatikan und dazu ein seitenverkehrtes, als Hündin gekennzeichnetes Gegenstück.